# Войтова Докія Андріївна
Докія Андріївна Войтова (6 травня 1931, село Летава, тепер Чемеровецької селищної громади Кам'янець-Подільського району Хмельницької області — ?) — українська радянська діячка, агроном колгоспу імені Леніна Чемеровецького району Хмельницької області. Депутат Верховної Ради УРСР 8—9-го скликань.

## Біографія
Освіта вища. У 1955 році закінчила Херсонський сільськогосподарський інститут.
У 1956—1958 роках — агроном Лошковецької машинно-тракторної станції (МТС) Ярмолинецького району Хмельницької області.
У 1958—1960 роках — учителька виробничого навчання Летавської середньої школи Чемеровецького району Хмельницької області.
У 1960—1986 роках — агроном колгоспу імені Леніна села Летава Чемеровецького району Хмельницької області.
Потім — на пенсії.

## Нагороди
- орден «Знак Пошани»
- медалі